# Остапенко, Виктор Владимирович
Стороженко Леонид Иванович (род. 5 ноября 1923, Днепропетровская область) — советский металлург. Лауреат Государственной премии УССР в области науки и техники (1986).

## Биография
Родился 5 ноября 1923 года на территории нынешней Днепропетровской области.
Участник Великой Отечественной войны с августа 1941 года. Освобождал город Кривой Рог в составе 125-го стрелкового полка 6-й стрелковой дивизии.
С 1946 года работал на Криворожском металлургическом заводе. В 1952 году окончил Днепропетровский металлургический институт. С 1955 года — старший калибровщик сортопрокатного цеха № 1 (СПЦ-1). Готовил к пуску все прокатные станы.
В 1981—1983 годах работал в Пакистане.

## Награды
- Государственная премия УССР в области науки и техники (5 декабря 1986) — за исследования, разработку конструкции и освоение высокопроизводительной промышленной технологии прокатки эффективных арматурных профилей малых сечений, которые обеспечили снижение расхода металла в строительстве[2];
- Орден Отечественной войны 1-й степени;
- Орден Красной Звезды;
- Орден «Знак Почёта»;
- Медаль «Ветеран труда».